# Nemonte Nenquimo

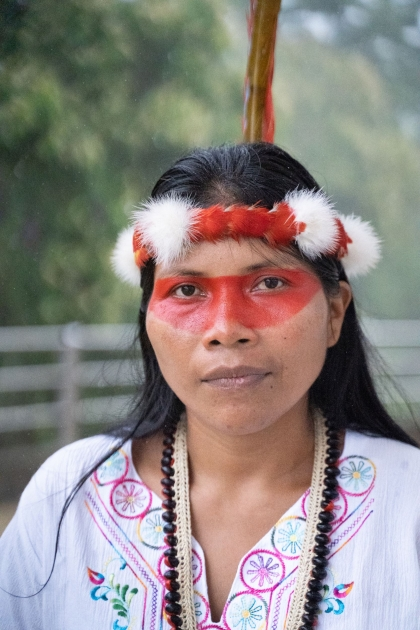
Nemonte Nenquimo (2024)

Nemonte Nenquimo (geb. 1985) ist eine ecuadorianische Umweltschützerin und Präsidentin der Gemeinschaft der Waorani.

## Leben
Nenquimo entstammt dem indigenen Volk der Waorani, die seit Jahrhunderten auf einem Gebiet von etwa 10.000 km² im Osten des heutigen Ecuador lebt. Bereits ihr Großvater war ein Anführer und beschützte das Land vor Eindringlingen, indem er diesen mit dem Speer in der Hand entgegentrat. Im Alter von fünf Jahren wurde sie von den Ältesten ermutigt, selbst einmal eine Anführerin zu werden. Sie wuchs in einem Teil des Amazonas-Regenwaldes auf, der von Ölbohrungen verschont blieb, konnte sich aber bereits als Kind bei Verwandten, die in der Nähe einer Ölquelle lebten, ein erstes Bild von deren situation machen, was einen tiefen Eindruck auf sie hinterließ. Sie verließ mit 14 Jahren ihr Zuhause im Regenwald, um in Puyo und später in der ecuadorianischen Hauptstadt Quito zur Schule zu gehen. So konnte sie Spanisch lernen und Texte aus ihrer Muttersprache Wao übersetzen. Sie vermisste ihr Zuhause im Amazonas-Regenwald und zog wenige Monate nach Ende ihrer Schullaufbahn wieder dorthin zurück. Da ihr während ihres Aufenthaltes in Quito bewusst wurde, wie hoch die Bedeutung des Regenwaldes für sie ist, stieg auch die von ihr verspürte Dringlichkeit, den Regenwald stärker schützen zu müssen. Im Jahr 2018 wurde Nenquimo von den Waorani der Provinz Pastaza zu ihrer Präsidentin gewählt.

## Wirken

### Verhinderung des Landverkaufs an Ölfirmen
Nenquimo zog die Aufmerksamkeit der Weltgemeinschaft auf sich, als es ihr gelang, gerichtlich den Schutz ihrer Heimat, des Regenwaldes in Ecuador, zu erzwingen. Das Gebiet der Waorani, das sich bis in den Nationalpark Yasuní erstreckt, gilt sowohl als wichtiger Kohlenstoffspeicher als auch als eine der artenreichsten Regionen der Welt, doch die ecuadorianische Regierung wollte Land an Ölfirmen verkaufen und 180.000 Hektar Land für die Ölförderung freigeben. Auf Nenquimos Initiative hin gründeten vier indigene Gemeinschaften die Alianza Ceibo, um sich gegen derartige Vorhaben zu wehren, und es entstand eine Kampagne unter dem Wahlspruch „Unser Regenwald steht nicht zum Verkauf“ und eine Petition, die von Hunderttausenden Menschen unterschrieben wurde. Im Februar 2019 zog Nenquimo schließlich gegen die Regierung Ecuadors vor Gericht und am 26. April des Jahres entschied das Gericht zugunsten der Waorani.

### Klage gegen die ecuadorianische Corona-Politik
Wie schon 2019, gelang es Nequimo im Juni 2020 ein weiteres Mal, erfolgreich gegen die ecuadorianische Regierung zu klagen; diesmal aufgrund dessen, dass der ecuadorianische Staat nicht genügend Maßnahmen zur Eindämmung der Covid-19-Pandemie getroffen hätte. Während Ecuador am Anfang der Pandemie von dem Virus stark betroffen war, forderten Vertreter der Waorani-Gemeinschaft PCR-Tests zu erhalten und strengere Maßnahmen zur Kontrolle und Überwachung der im Regenwald tätigen Beschäftigten der Ölförderung, des teils illegalen Bergbaus und der Holzfäller zu ergreifen. Ihr Grund war die Sorge, dass diese den Virus in das Gebiet der Waorani einschleppen könnten. Provinzgerichte wiesen daraufhin verschiedene Ministerien an, Vorsichtsmaßnahmen zu ergreifen – unter anderem die Überwachung jener Unternehmen und Personen, die in den Gebieten der Waorani tätig waren.

## Auszeichnungen
Für ihre Verdienste kürte das Time Magazine Nenquimo im Jahr 2020 zu einer der 100 einflussreichsten Persönlichkeiten. Im Jahr 2020 war sie außerdem eine der mit dem Goldman Environmental Prize geehrten Personen. Im selben Jahr erhielt sie zudem den Champions of Earth Award, und die BBC porträtierte sie in der Serie 100 Women.